# Uniforme militaire

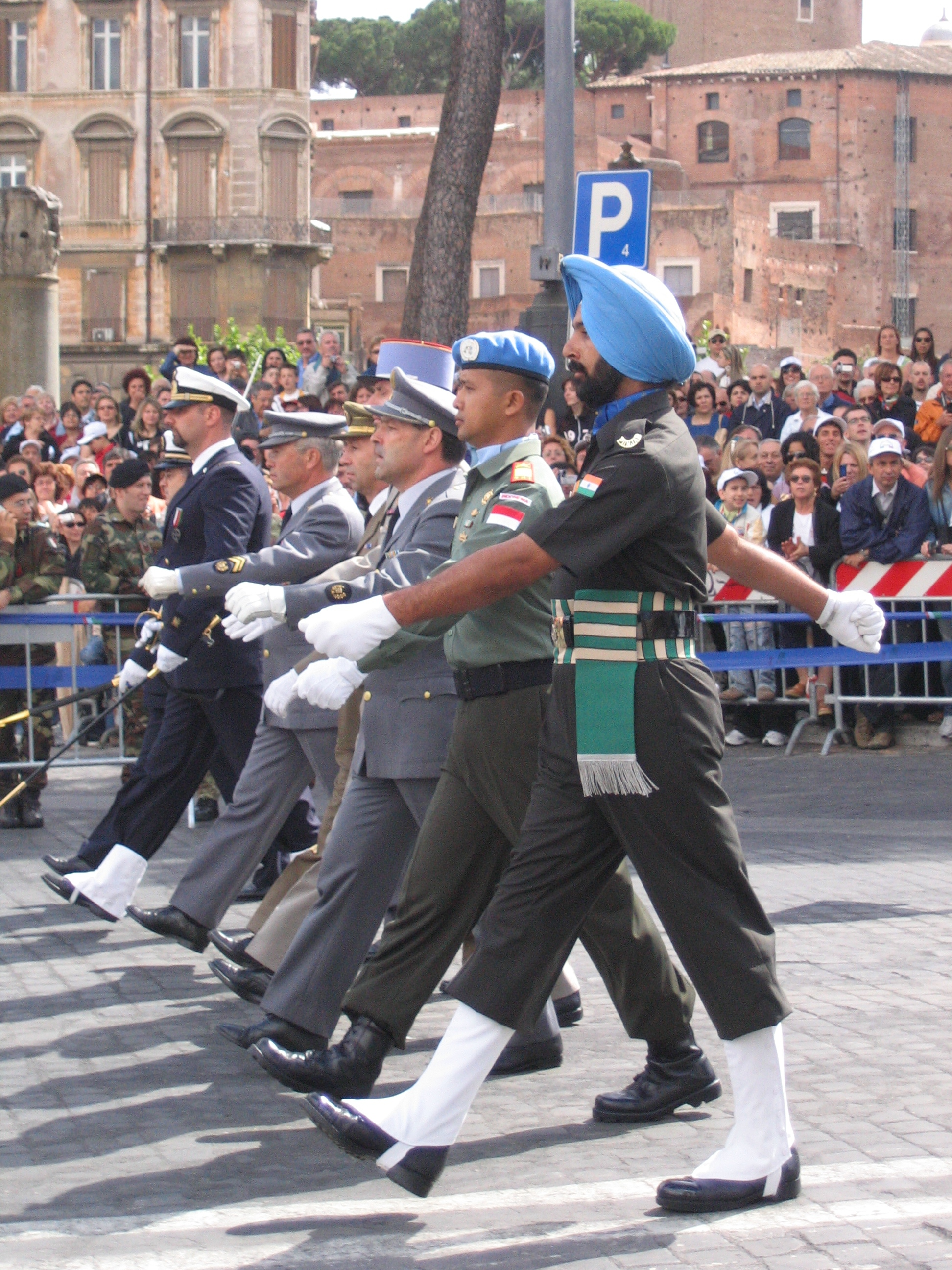
Des militaires italiens, français, espagnols, portugais, indonésiens et indiens en uniforme lors d'un défilé à Rome, en Italie.

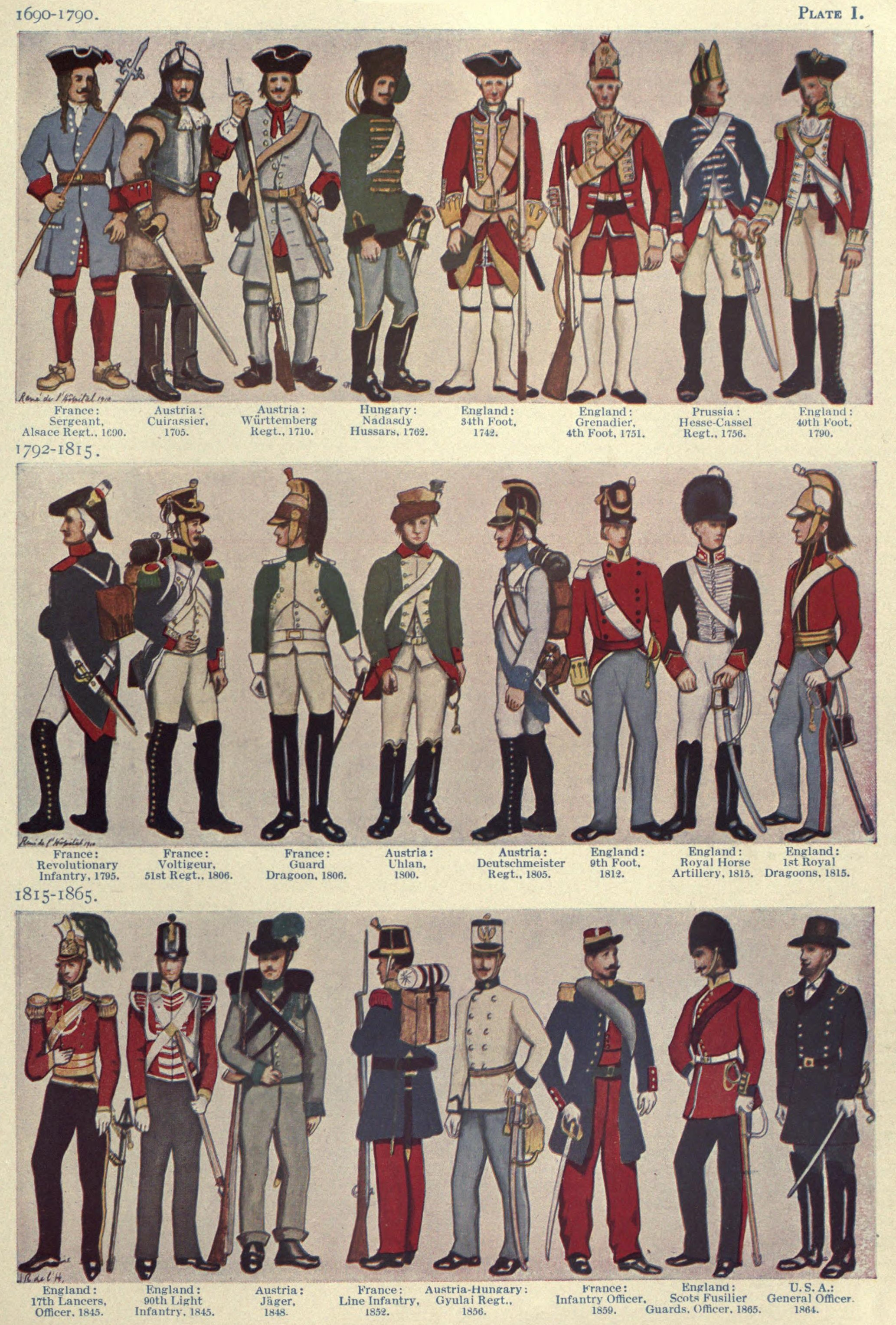
Représentation d'uniformes militaires durant la période 1690 à 1865 par René Lhopital.

L’uniforme désigne, en terminologie militaire, l'habit militaire en général.

## Définition
Un uniforme est un ensemble d'effets réglementaires réservé à une catégorie de personnel, confectionné suivant certaines spécifications (tissus, couleur, coupe) et dont le caractère militaire et national est affirmé par des attributs ou insignes nettement définis.
La tenue est un ensemble de pièces d'uniforme dont la composition est fonction des circonstances. Un même uniforme comporte plusieurs tenues.
C'est le commandement qui fixe la tenue, c'est-à-dire la façon de porter l'uniforme.

## Histoire

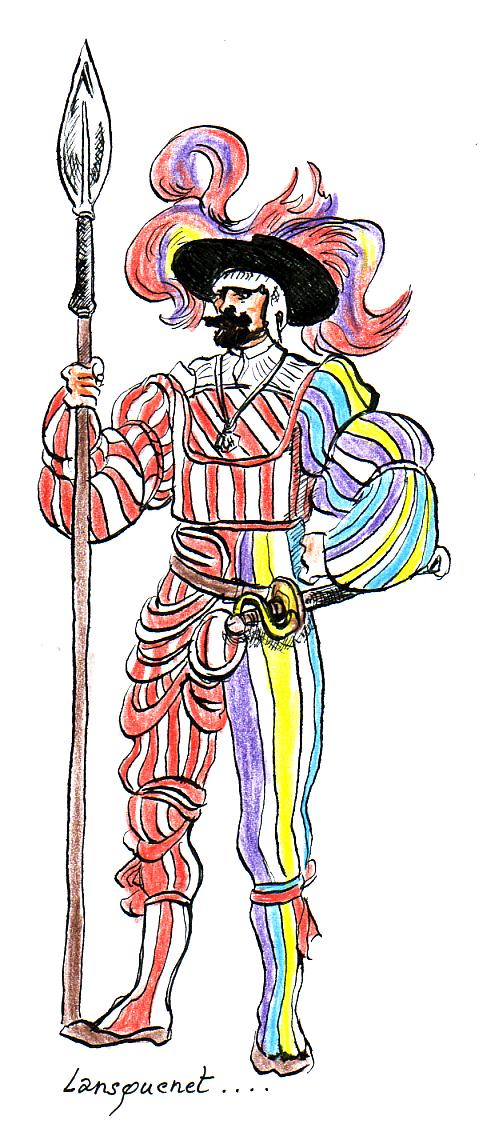
Un lansquenet (XVIe siècle).

### Généralités
Dès l'origine, les soldats ont eu pour habitude de se vêtir d'une manière différente des civils. Il s'agit en effet de ne pas être confondus avec ces derniers tout en marquant clairement leur état d'hommes de guerre ; en Europe, pareille attitude atteignit des sommets d'originalité avec les lansquenets - piquiers mercenaires - et autre reîtres - cavalerie lourde - qui revêtaient des tenues d'un style flamboyant typique de la Renaissance : larges chapeaux bas couronnés de grandes plumes, doublets aux manches bouffantes, collants aux couleurs différentes, etc.
Il importe cependant de bien faire la différence entre les uniformes et les costumes régionaux ou ethniques ; ainsi la vue d'un groupe ethnique arborant un style de vêtement spécifique pourrait nous donner l'impression de voir une troupe en uniforme. Un tel exemple peut être compliqué du fait que certaines des unités militaires les plus célèbres voient souvent leur tenue être copiée ; ainsi en alla-t-il de l'uniforme haut en couleur des hussards hongrois qui devint la référence suprême de tous les régiments de hussards tant européens qu'américains.
Les uniformes militaires apparaissent lors de périodes historiques correspondant à la constitution de pouvoirs forts (empires dans l'Antiquité, États-nations contemporains) ayant une volonté sinon centralisatrice, du moins intégratrice vis-à-vis des territoires qu'ils contrôlent. Ceci est lié au fait que ces entités politiques ont besoin d'une armée forte pour défendre et étendre leur territoire, mais aussi pour symboliser le pouvoir régalien. La constitution d'unités militaires disciplinées, bien équipées et dotées d'uniformes va d'ailleurs de pair avec l'instauration d'une monnaie commune aux peuples et aux régions qu'elles contrôlent mais aussi avec la mise en place de la collecte d'un impôt qui est au moins en partie reversé au pouvoir central et avec la naissance de l'administration fiscale, dont découlent toutes les autres. Ainsi, les principaux attributs qui caractérisent en droit des États-nations modernes sont le pouvoir de frapper la monnaie (et son corollaire de lever l'impôt) et le monopole de la violence légitime (et son corollaire le monopole du rendu de la justice), qui nécessite une police et une armée puissantes dont l'uniforme n'est que le symbole extérieur.

### Antiquité
Dans l'Antiquité, la plupart des grandes civilisations ayant peuplé le bassin méditerranéen (Égyptiens, Cités grecques, Perse, Rome antique) disposaient de forces armées organisées selon des schèmes très similaires à ceux d'aujourd'hui : engagement volontaire et/ou service militaire obligatoire de durée variable, discipline, hiérarchie, paiement d'une solde régulière, constitution d'unités de taille variable imbriquées les unes dans les autres (centurie, manipule, cohorte, légion dans le cas de l'infanterie régulière romaine par exemple), organisation par arme (infanterie lourde et légère, cavalerie, marine), usage d'armes de siège pouvant être considérées comme les ancêtres de l'artillerie moderne (en particulier chez les Romains : catapultes, trébuchets, balistes), usage de troupes auxiliaires composées de ressortissants des peuples soumis et/ou d'étrangers, construction de routes et constitution de villes de casernes, répartition stratégiques des unités par province pour défendre l'Empire et contrôler les populations soumises (toujours dans le cas de Rome), etc.
C'est au sein de ces forces armées que sont apparus les premiers uniformes, dont les archétypes sont ceux des légions romaines, qui par leurs caractéristiques indéniablement fonctionnelles se rapprochent de ceux des armées modernes et qui n'ont cessé de se perfectionner sous la République et pendant la période faste de l'Empire. En effet, le pilum (javelot) qui équipait les légionnaires était dans sa catégorie l'arme la plus efficace de l'époque, et la célèbre lorica segmentata (cuirasse segmentée) - doublée du casque (cassis) qui protégeait à la fois non seulement le crâne mais aussi la nuque et les oreilles ainsi que du bouclier rectangulaire incurvé - l'armure qui alliait sans doute le mieux protection, confort et légèreté. Si on y ajoute le reste de son équipement (sandales cloutées, glaive, etc.), le légionnaire romain a été sans doute le soldat le mieux doté de toute l'Antiquité. Certains éléments de son équipement, par leur forme et leur fonction, ne sont d'ailleurs pas sans rappeler ceux de l'équipement des forces de police ou des forces armées actuelles (casques de police munis d'un protège-nuque, boucliers, gilets pare-balles, protège-tibias et protège-genoux par exemple).
La qualité des uniformes et armes des soldats romains a ensuite décliné avec l'Empire, jusqu'à disparition complète de la légion.

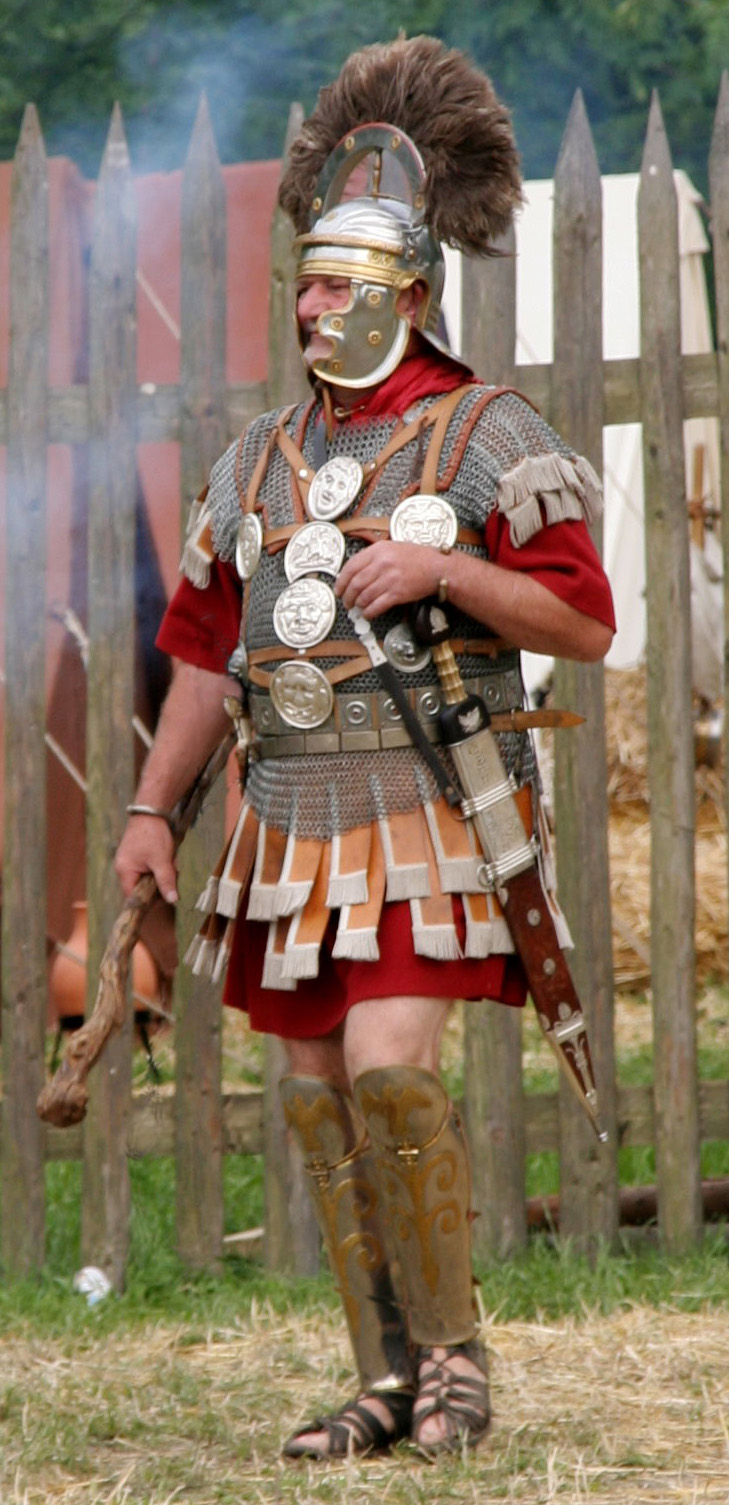
Centurion romain. L'uniforme allie des éléments anciens (lorica hamata ou cotte de mailles) et plus récents (le casque, développé à partir du Ier siècle apr. J.-C.). Les disques de métal qui l'ornent sont des décorations, à la fois symboles de richesse personnelle et insignes de grade.
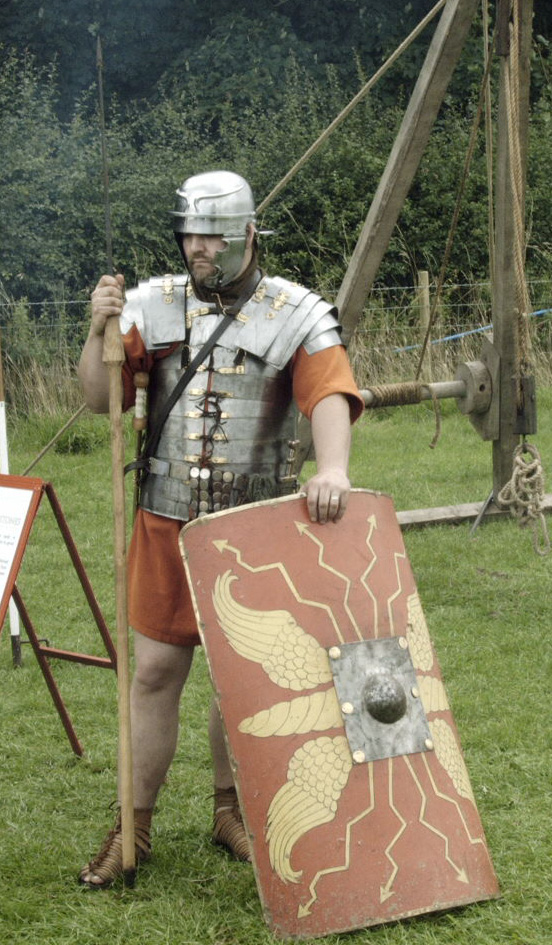
Légionnaire romain, IIe siècle apr. J.-C. Ce soldat porte la tenue développée par l'armée romaine, caractérisée notamment par le port de la lorica segmentata.
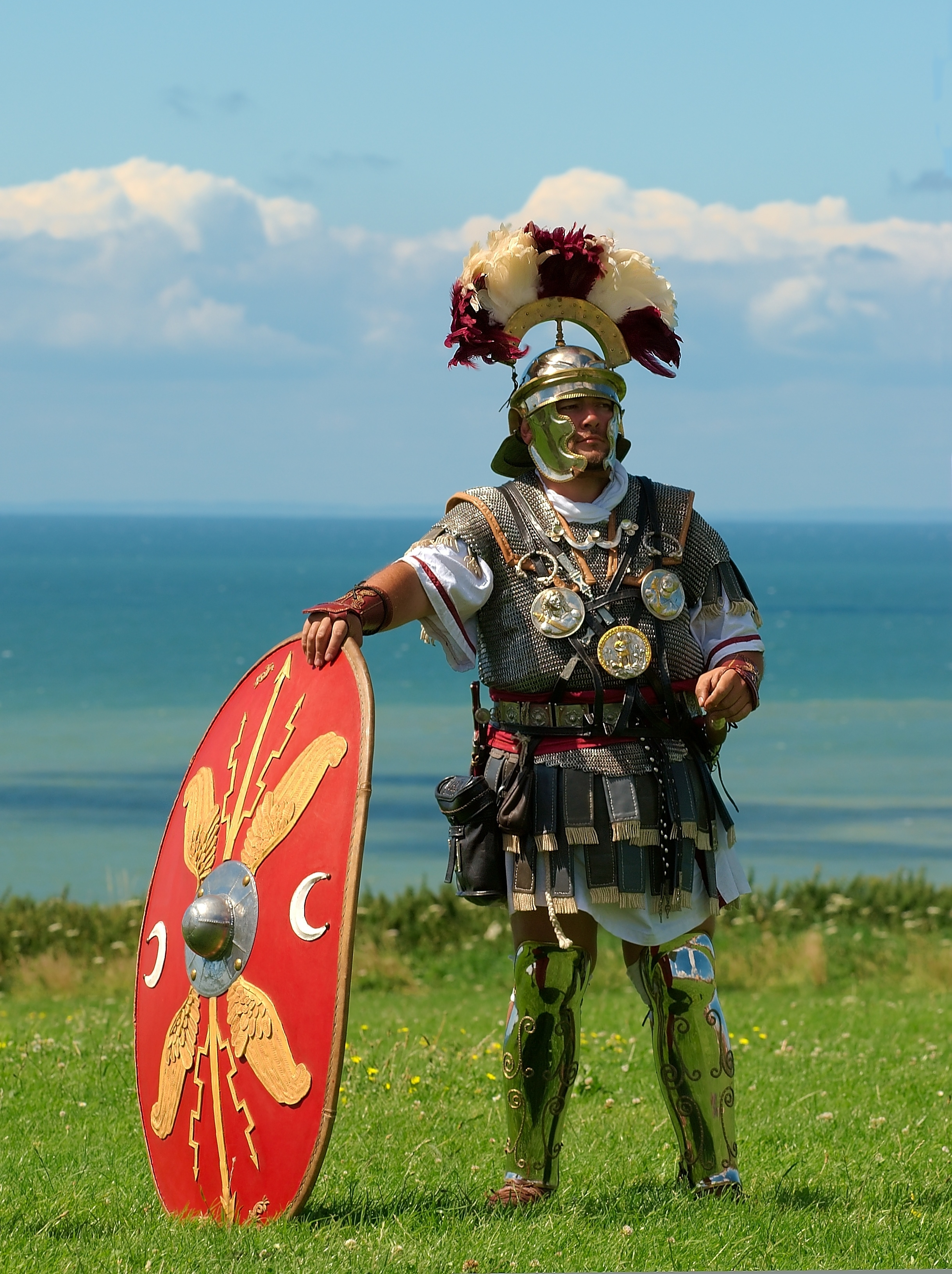
Un autre exemple d'uniforme de centurion romain lors d'une reconstitution historique.

### Empire byzantin
Avec ses thèmes (unités provinciales) et ses tagmata (bataillons, unités impériales), l'armée de Empire byzantin (ou Empire romain d'Orient) est la première à disposer d'insignes distinctifs propres à chaque unité. Il est établi qu'au cours du Xe siècle apr. J.-C., les soldats du cataphractaire (cavalerie lourde, la principale arme utilisée par les Byzantins) portaient des parements (plumes, etc.) de la couleur attribuée à leur unité, ce qui permettait de les identifier sur le champ de bataille.
Même si à la fin de la période romaine, certaines cohortes d'auxiliaires portaient des boucliers décorés de couleurs et/ou de signes distinctifs, il n'existe aucune preuve de la systématicité de ces pratiques. Les légions romaines en ordre de bataille étaient normalement identifiées par les étendards (appelés vexillae pour les unités de cavalerie, aquilae pour les légions d’infanterie et labarum pour l’Empereur) portés par les signiferi ou porte-drapeaux placés en tête de formation.
Dans l'armée romaine, les étendards avaient quasiment exclusivement une fonction de ralliement permettant aux combattants de ne pas perdre de vue leur unité, puisqu'ils étaient très difficiles sinon impossibles à distinguer de loin. L'introduction par l'Empire byzantin de la couleur dans les uniformes des différentes formations a l'avantage supplémentaire de permettre aux officiers supérieurs qui observent le champ de bataille d'identifier très facilement leurs troupes.

### Moyen Âge
Dans le système féodal européen, il était nécessaire d'employer des signes distinctifs sur le champ de bataille. Toutefois, cela allait rarement au-delà de l'usage de peintures de couleurs vives et de motifs peints sur les boucliers ou brodés sur les surcôts, représentant le plus souvent les blasons des seigneurs en guerre, les vassaux arborant les insignes de leur suzerain, en signe d'allégeance.
Les ordres militaires de moines soldats comme les Templiers ou les Hospitaliers portaient sur leurs armures des manteaux ou des tuniques respectivement blancs frappés d'une ou deux croix rouge(s) ou d'un manteau noir frappé d'une croix blanche et d'un surcot rouge à croix blanche. Les croix s'arboraient sur les épaules pour les manteaux, sur la poitrine et dans le dos pour les tuniques. À la fin de la période médiévale sont apparus des vêtements standardisés conçus pour des campagnes particulières. Ainsi, en Grande-Bretagne, les soldats mobilisés dans le Norfolk en 1296 portaient des blouses blanches et les archers du Cheshire un vêtement vert et blanc au XIVe siècle.

### Empire ottoman

Uniformes de janissaires.

L'armée de l'Empire ottoman étant particulièrement bien organisée, les tenues de ses soldats étaient ornées de signes distinctifs afin de pouvoir distinguer les différentes unités et catégories de soldats. Les cavaliers Deli portaient par exemple des chapeaux de feutre noir au début du dix-neuvième siècle.
Néanmoins, le costume de base reprenait en général celui du groupe tribal ou de la classe sociale d'où provenaient chaque type de combattant. Cela donnait des tenues trop variées pour être qualifié d'"uniformes" au sens qu'a pris ce mot depuis.
Cependant, l'armée ottomane a dans le même temps mis en place un système élaboré utilisant des couleurs normées pour identifier chaque unité. Par exemple, même si les Janissaires portaient des tenues reflétant largement leur richesse et leurs goûts personnels, ces dernières se devaient d'afficher une dominante rouge. Le bonnet de feutre blanc, appelé zarcola, qui couvrait leur tête remplissait un rôle similaire.
Ce n'est qu'avec la réorganisation et la modernisation de l'armée ottomane décrétée par le Sultan Mahmoud II dans les années 1820 que les tenues de ses soldats vont vraiment se standardiser.

### Époque moderne

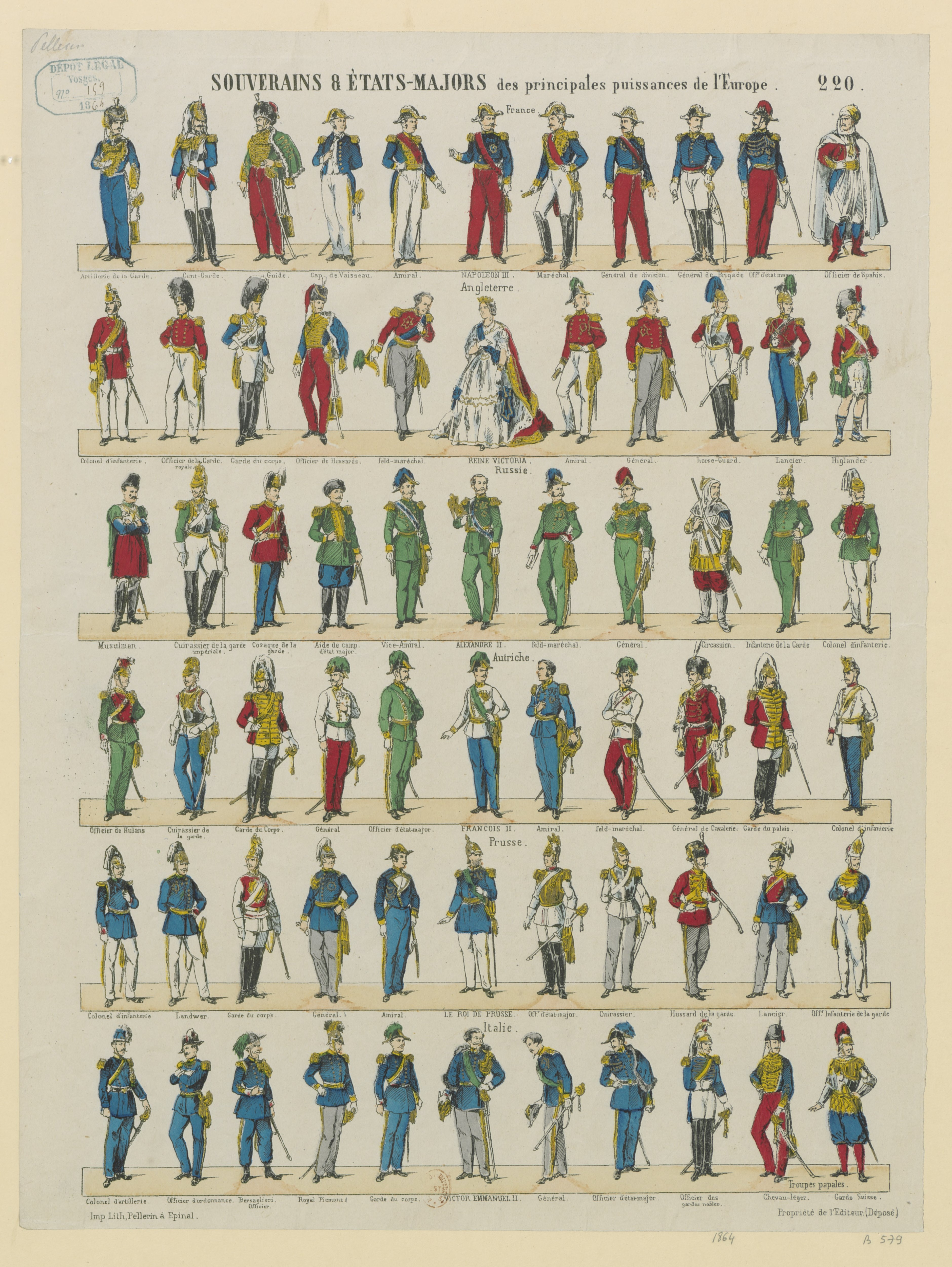
Souverains et États-Majors des principales puissances d'Europe en 1864 : France - Royaume-Uni - Russie - Autriche - Prusse - Italie.

L'uniforme militaire tel que nous le connaissons aujourd'hui est apparu en Europe à la fin du XVIIe siècle.
Plus précisément c'est en 1632, au cours de la guerre de Trente Ans, que, pour des raisons pratiques de reconnaissance tactique, le roi de Suède, Gustave-Adolphe, eut à son tour l'idée de doter ses unités d'une couleur distinctive afin de mieux les repérer sur le champ de bataille : ainsi naquirent les régiments bleus, jaunes et verts, ancêtres multicolores des futurs uniformes militaires. Cette initiative scandinave fut suivie par le britannique Cromwell, lors de la Première Révolution anglaise, qui l'opposa aux troupes royales. Il créa, en 1645, la New Model Army, composée de soldats vêtus uniformément en rouge et… régulièrement soldés, ce qui présentait une double rareté à l'époque.
En ce qui concerne la France il fallut attendre les années 1660 pour voir s'imposer le port d'une tenue uniforme. Certaines couleurs se distinguent. D'un côté, le gris (puis le blanc) qui constituent alors la couleur de l'infanterie. Parallèlement, le rouge et le bleu sont le domaine réservé de la Maison royale et de certains régiments étrangers ; ce furent les ordonnances de Louvois de 1670 et 1690 qui imposèrent l'uniforme, préconisant l'habit blanc-gris avec parements rouges, veste ou gilet et culotte bleues, rouges ou blanches, les trois couleurs des Bourbons et comme coiffure, le lampion ou tricorne en feutre noir, avec cocarde aux couleurs du colonel.
L'Autriche, elle aussi, adopta la couleur blanche, tandis que la Bavière choisissait le bleu clair, le Brandebourg le bleu foncé et la Saxe le rouge et le noir. En 1700, le tsar Pierre Ier de Russie imposa le vert foncé à ses troupes, son adversaire suédois quant à lui se distinguant par le bleu et le jaune.
L'habillement militaire connut dès lors un constant développement, tant dans la variété des coupes et des styles, que dans celle des tissus et autres ornements. Longtemps le goût du jour l'a emporté sur les nécessités de la vie en campagne ; au XVIIIe et XIXe on a cherché à produire les tenues les plus éclatantes possibles. Tant que le recrutement de l'armée fut fondé sur le principe du volontariat, il fallait céder au goût instinctif de l'individu pour le clinquant et le chamarré. Avec l'arrivée du service militaire obligatoire, la commodité et l'hygiène ont eu tendance à prévaloir ; la nécessité d'échapper le plus possible aux vues de l'ennemi amena les autorités à revoir leur point de vue sur les modalités pratiques de l'uniforme.

### Époque contemporaine

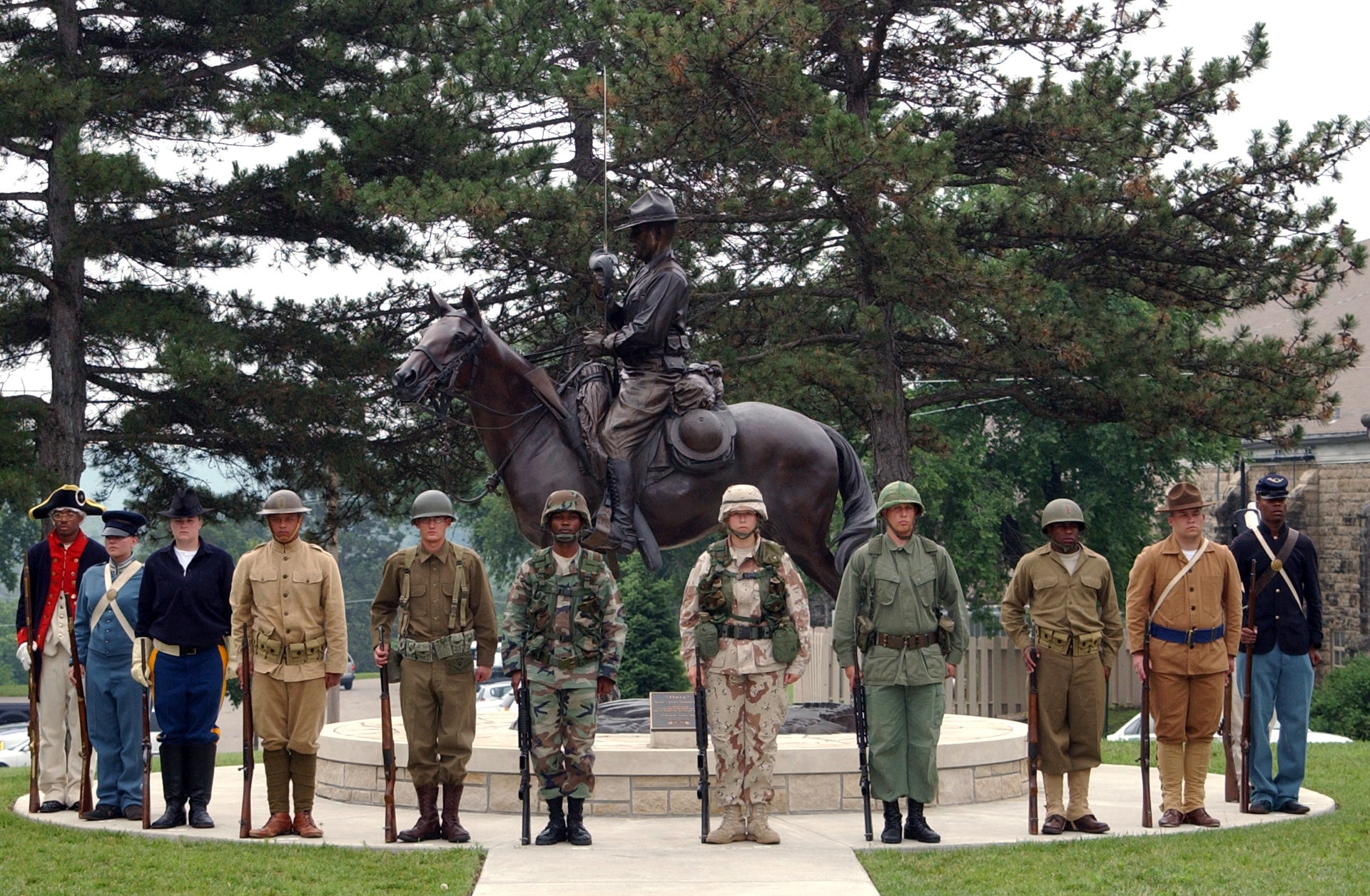
Exemple des différents uniformes utilisés par les militaires américains au cours des années.

Quoi qu'il en soit, le sommet de l'art de l'habillement militaire codifié à l'époque moderne et contemporaine fut atteint au début du XIXe siècle, lors des guerres du Premier Empire, et trouva son épanouissement dans la plupart des armées européennes, jusqu'à la seconde guerre des Boers pour les Britanniques et la Première Guerre mondiale pour la majorité des nations continentales.

#### Première Guerre mondiale
Presque toutes les armées européennes avaient compris l'utilité de dissimuler le plus possible leurs propres soldats à la vue de l'ennemi ; Les armées britanniques, allemandes et des États-Unis arboraient donc des uniformes de combats de couleurs kaki ou feldgrau et ce dès 1907 par exemple pour l'Allemagne.

#### L'uniforme françaisbleu horizon: une évolution rendue obligatoire
La France, au début du conflit, conservait les tenues d'un style hérité de la guerre de 1870. Le costume typique du soldat de première classe était le képi, les pattes de collet, le pantalon rouge garance, la capote en laine gris de fer bleuté à martingale, les jambières et les brodequins en cuir.
En effet, la tenue réséda essayée en manœuvres en 1911, et proposée par Adolphe Messimy, Ministre de la Guerre dans le gouvernement de Joseph Caillaux entre le 27 juin 1911 au 14 janvier 1912, n'avait pas été adoptée. Les tentatives faites pour changer l'uniforme et le rendre plus conforme aux réalités du terrain, comme l'avait fait l'Allemagne en 1907 avec l'adoption de la couleur feldgrau, s'étaient heurtées à plusieurs obstacles.

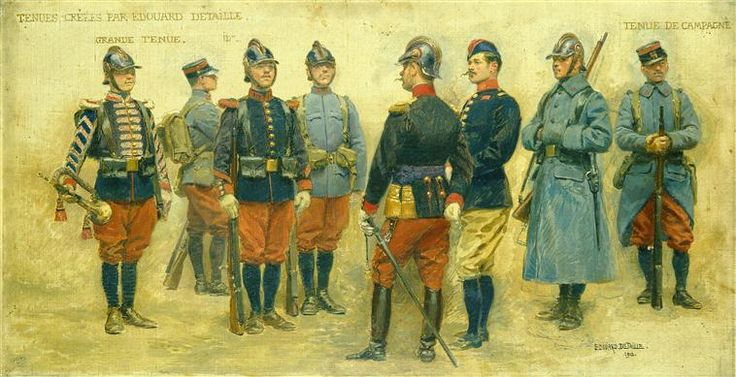
Projet d'uniformes pour l'infanterie française, créés en 1912 par Édouard Detaille, afin de réduire la visibilité des troupes sur le champ de bataille, comme on peut le voir sur les tenues de campagne (en bleu clair).

L’instabilité ministérielle de la troisième République et d'autre part, les résistances de nature idéologiques d'une large partie de l'opinion publique jouèrent à plein. On peut citer à titre d'exemple la réaction du ministre de la guerre, Eugène Étienne, qui occupa ce poste de janvier à décembre 1913 : « Supprimer le pantalon rouge ? Non ! Le pantalon rouge c'est la France ».
De plus, le code d’honneur du combat encore en vigueur, indiquait qu'il fallait combattre l'adversaire frontalement et sans technique de dissimulation. Enfin, dans les normes vestimentaires de l'époque, l’uniforme devait être beau afin que le soldat puisse bénéficier du meilleur confort.
L'ensemble de ces raisons expliquent l'inadaptation du soldat français au terrain des opérations au début des conflits en août 1914.
Grâce au retour d'Adolphe Messimy, la Chambre vote, le 9 juillet 1914, l’adoption d’un drap de couleur neutre, dit tricolore, une sorte de gris obtenu par le mélange de fils bleu, blanc et rouge. Mais, il est trop tard pour remplacer les pantalons garance avant le début des hostilités. L’uniforme « bleu horizon » est décrit par la notice du 9 décembre 1914. Le pantalon rouge est abandonné car il était trop voyant, faisant du troupier une cible idéale, mais aussi parce que la teinture utilisée pour le fabriquer était l'alizarine synthétique importée d'Allemagne. Il faudra attendre la fin 1915 pour que les uniformes changent de teinte pour le bleu horizon grâce à l'indigo synthétique fourni par les Britanniques.
Parallèlement, les services de santé alertent l’état-major sur le nombre élevé des blessures à la tête résultant de l'absence de casques au cours des premiers mois du conflit. Le Képi modèle de 1884, de couleur rouge garance bien que camouflé en campagne, ne protège pas suffisamment. Une première protection, sous forme de calottes métallique à placer sous le képi, la cervelière, distribuée à 700 000 exemplaires entre février 1915 et fin 1915, finit en ustensile de cantine. Un prototype de casque, mis au point par le directeur de l’habillement, l’intendant Adrian, et usiné par la firme Japy est présenté à Joffre le 13 avril 1915 et adopté le 21 mai suivant.
Dès 1916, les améliorations à l’équipement du soldat répondant aux nécessités de la guerre de position furent donc bien réelles, bien que de nombreuses améliorations restaient à apporter.
L’inadaptation bien réelle de l'uniforme français aux nécessités d'une guerre moderne comme l'assaut, les marches et le camouflage traduisait plus profondément donc, celle de l'impréparation de l'armée française aux conditions d’une guerre nouvelle en 1914.
|                             |                        |                               |                                      |  |
| Uniforme français 1870-1914 | Uniforme français 1915 | Uniforme des spahis algériens | Uniforme de la Légion étrangère 1917 |  |

#### Seconde Guerre mondiale
Au début du conflit en 1939, les tenues françaises étaient des tenues héritées du « modèle » 1916 ; seule la teinte avait changé, le kaki ayant remplacé le bleu horizon : la coupe des vêtements, la forme et modèle du casque étaient similaires au modèle de la fin du premier conflit.
Pour les tenues britanniques, le cas était presque similaire au cas français.
Les tenues allemandes avaient quelque peu évolué et la forme du casque avait subi quelques modifications mais celui-ci gardait une forme similaire.
L'introduction d'uniformes comportant des vêtements de type « camouflage » se fit progressivement. L'armée allemande fut l'une des premières à adopter un camouflage de type « pointillés ».

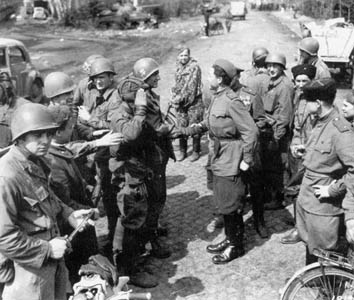
Rencontre des troupes américaines et soviétiques le long de l'Elbe en 1945.
Les uniformes arborés par les soldats de l'armée rouge (côté droit) sont de facture beaucoup plus traditionnelle que ceux des américains.

Pour l'armée américaine, les tenues de camouflage furent utilisées sur le théâtre d'opération du Pacifique et se limitaient à un couvre-casque et une toile de tente avec des motifs camouflés. Sur le théâtre européen, l'armée américaine n'utilisa peu ou pas les uniformes camouflés mais leur préféra les uniformes vert olive car le camouflage employé à l'époque par l'armée US n'était pas assez efficace par rapport au vert olive. En revanche, les G.I. ont sans doute été les soldats qui ont été munis de l'uniforme le plus fonctionnel et le plus confortable de la Seconde Guerre mondiale. Les Français et les Espagnols de la 2e division blindée du général Leclerc en étaient équipés lorsqu'ils ont libéré Paris.
L'armée britannique utilisa des uniformes camouflés pour ses troupes aéroportées en utilisant la désignation « smock » pour ce type d'uniforme.

#### Après-guerre
Le standard américain est largement copié de par le monde après la guerre, notamment par les armées des États membres de l'OTAN, à l'image de la France qui a arboré un uniforme similaire pendant les guerres de décolonisation en Indochine et en Algérie. La plupart des pays l'ayant adopté utilisèrent des variations de cette tenue jusqu'à la fin des années 1970 - début des années 1980, période où la découverte du kevlar permit d'équiper les troupes avec des casques à la fois plus protecteurs et plus légers, ainsi qu'avec des gilets pare-balles.
Dans l'armée française, la tenue dite « léopard » fut adoptée par les troupes aéroportées vers la fin de la guerre d'Indochine et utilisée durant la guerre d'Algérie. Des rumeurs font état que son port fut interdit en métropole après l'indépendance de l'Algérie mais autorisé en outre-mer. C'est ainsi qu'on peut la voir lors de l'opération Léopard au sein du 2e REP après son saut sur Kolwezi en 1978.
Depuis le début des années 1990, les troupes de l'Armée de terre portent la tenue dite « bariolée » avec un camouflage dit TE, pour « théâtre européen », à base de taches de couleurs sombres (noir, brun et vert) sur fond beige. Cette tenue comporte une version « désert », à taches marron sur fond beige, utilisée à partir de la guerre du Golfe en 1990.

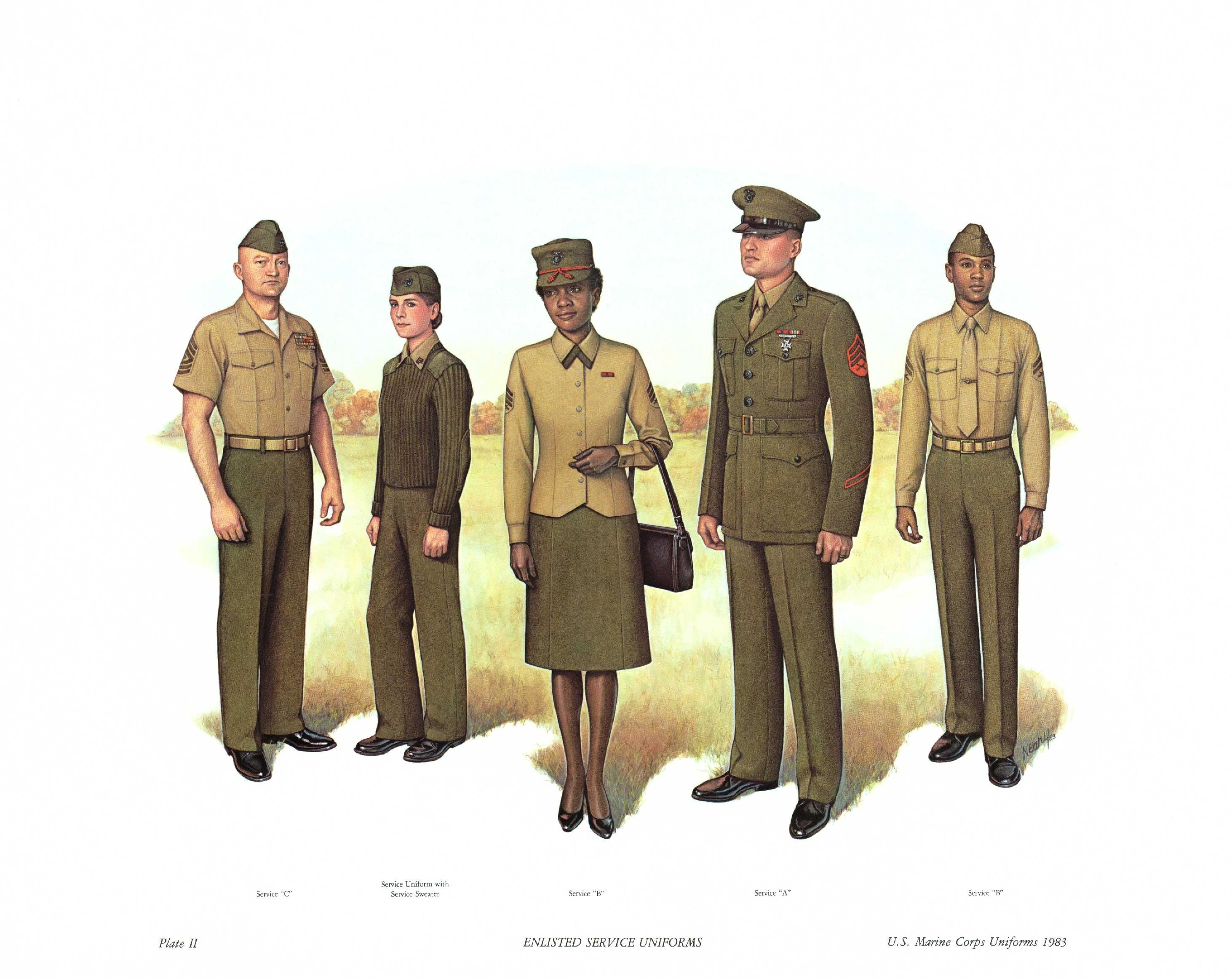
Uniformes des soldats du Corps des Marines.
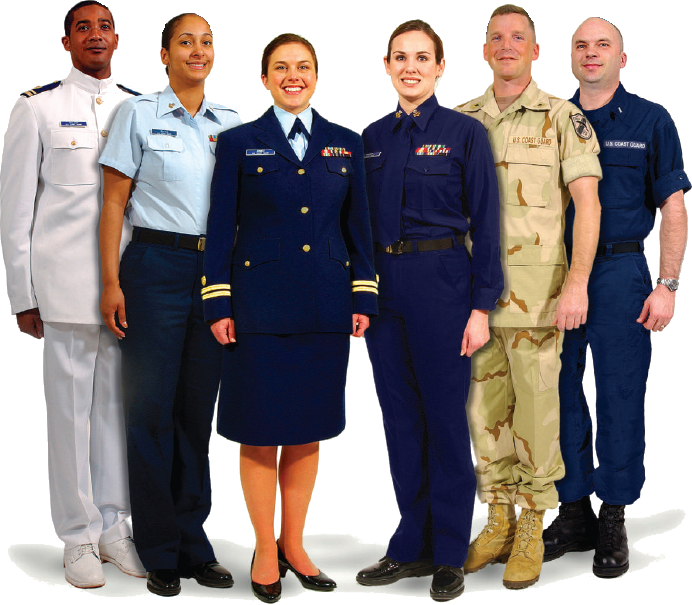
Uniformes du personnel de l'US Coast Guard.
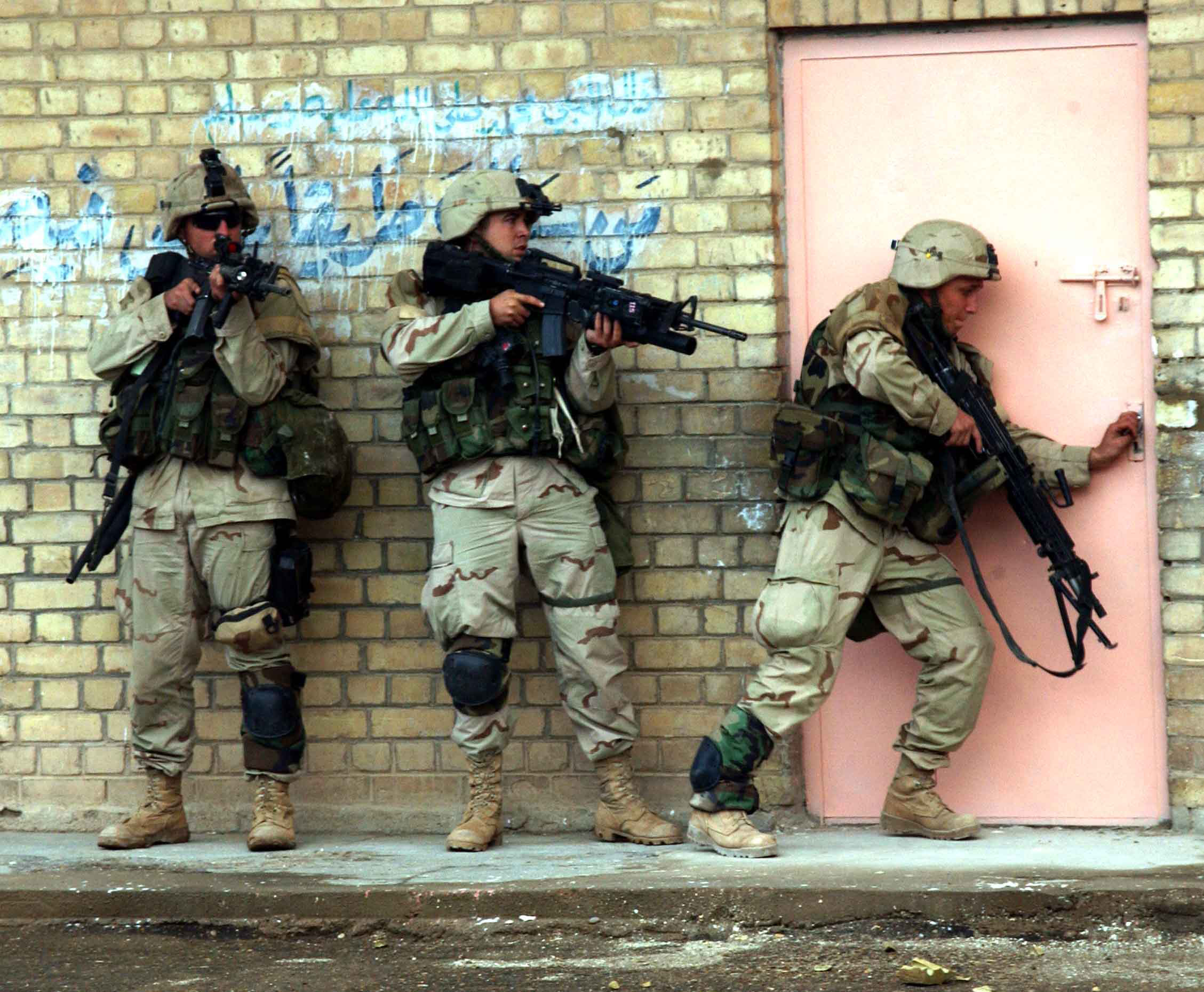
Les uniformes modernes, comme ceux-ci portés par les soldats de l'US Army, sont conçus pour se fondre dans l'environnement.
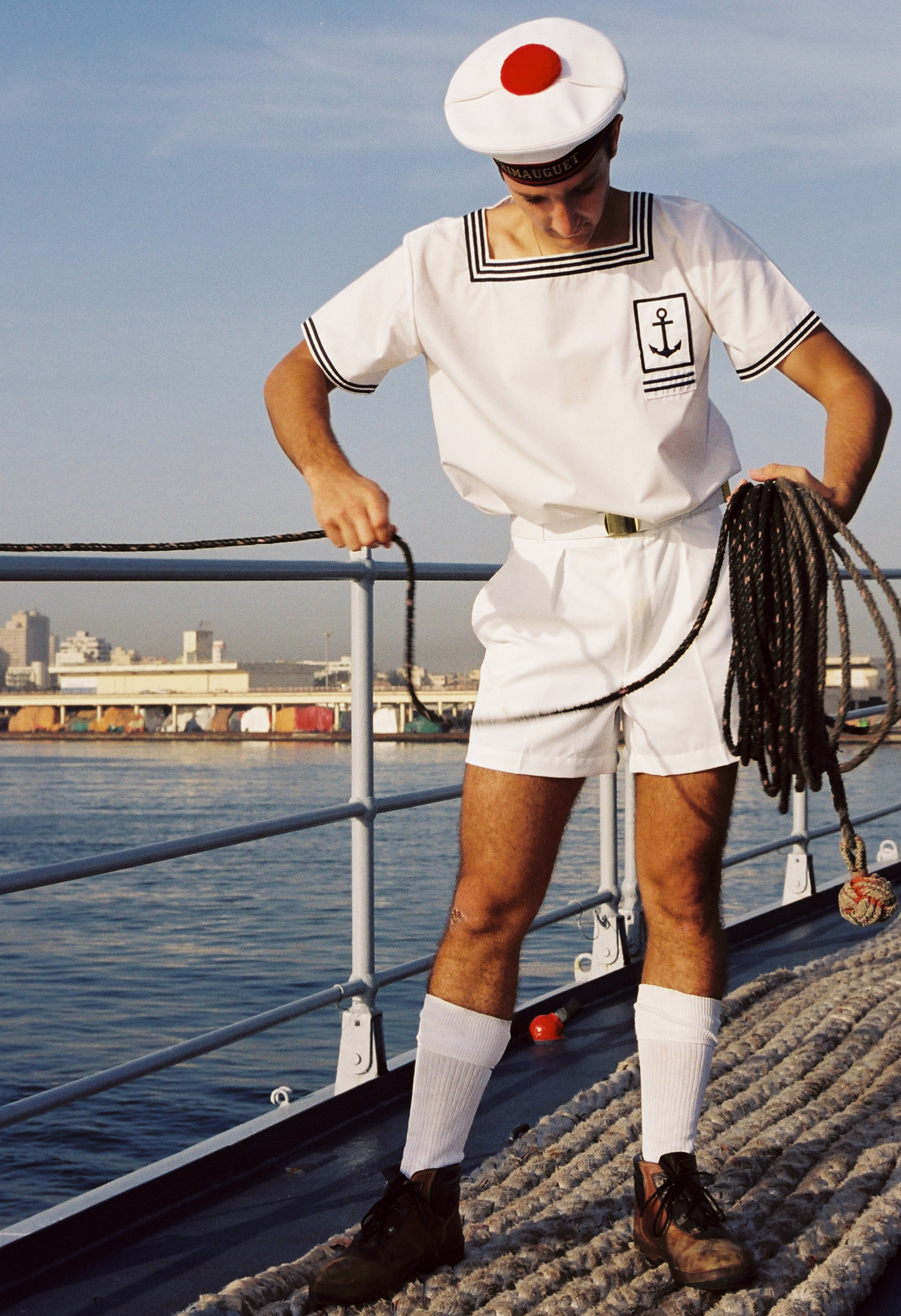
Quartier-maître de la Marine nationale française, en uniforme d'Outre-mer.

## Au regard du droit international
Le cas des mercenaires et des troupes irrégulières, plus ou moins bien dotés selon les cas, est particulier. Néanmoins, la troisième Convention de Genève de 1949, qui régit entre autres le statut des prisonniers de guerre, reconnaît comme belligérant tout combattant portant un signe distinctif pouvant permettre de l'identifier à une troupe constituée (armée régulière ou non, milice ou groupe de francs-tireurs), même s'il n'est pas porteur d'un uniforme.

## But et objectif

### Vêtement différent
L'une des premières raisons de l'adoption d'un uniforme se trouve dans la nécessité de distinguer les combattants des troupes régulières, des civils en armes (partisans ou francs-tireurs) et à fortiori des troupes ennemies.
Un autre objectif de la généralisation de l'uniforme visait à résoudre l'un des problèmes majeurs auquel devaient faire face les armées d'Ancien Régime : la désertion massive. Le port d'un vêtement spécial paré de nombreux boutons et passementeries et fait de tissus très colorés rendit caduque toute tentative d'en dissimuler l'origine ou d'en changer l'apparence ; un élément fortement dissuasif pour les éventuels candidats à la fuite.
Par ailleurs, à une époque où l'état militaire se concevait comme une situation sociale enviable et génératrice d'honneurs et de respect, ceux qui en faisaient partie, officiers et soldats, se devaient d'être vêtus de manière à impressionner favorablement et profondément les populations civiles qui les entretenaient et les admiraient. L'attrait de l'uniforme jouait un rôle non négligeable dans le désir des jeunes gens de rejoindre les rangs d'une minorité sociale si bien équipée. Enfin, le « prestige de l'uniforme » ne laissait pas la gent féminine indifférente.

### Camouflage

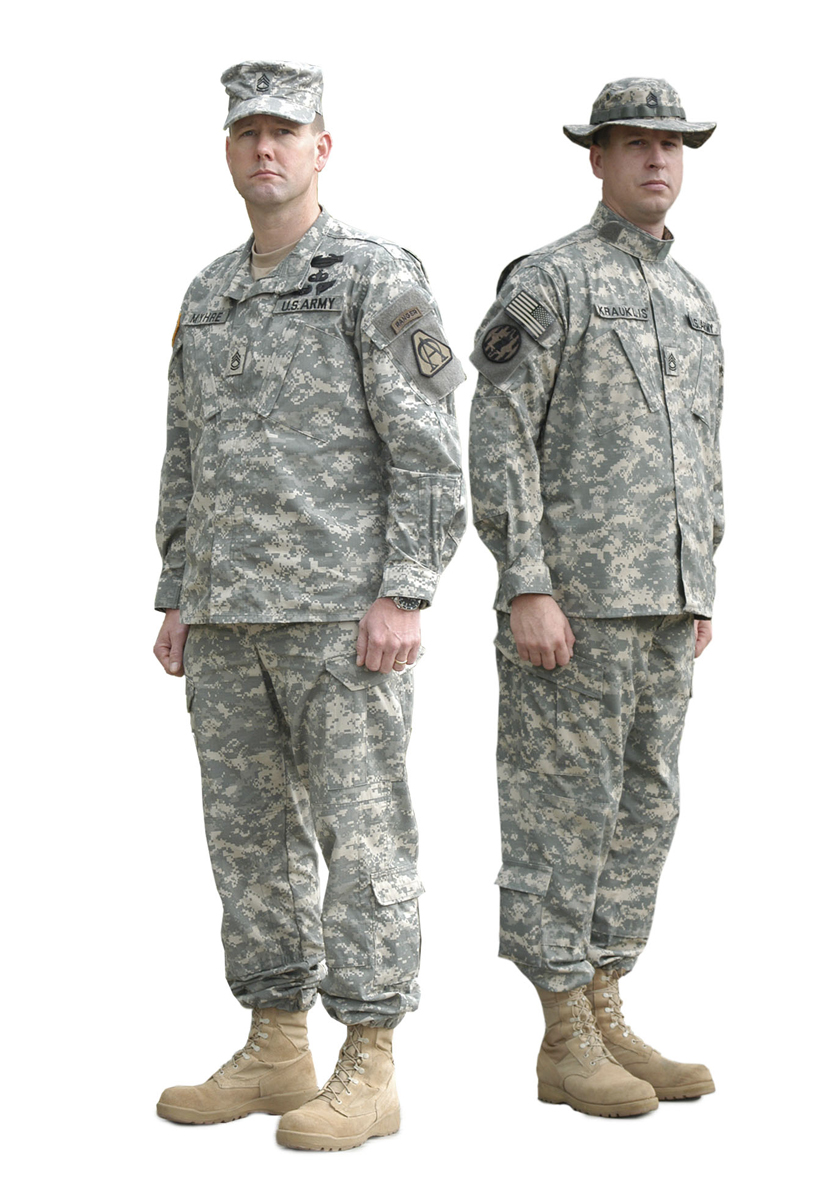
Sergeants First Class de l'US Army avec leurs Army Combat Uniform, en service depuis le début du XXIe siècle.

Jusqu'au XIXe siècle, les soldats portaient des uniformes de couleurs vives. Ces couleurs étaient destinées à mettre en valeur le corps du soldat au combat (notion d'esthétique combattante) mais aussi à le reconnaître sur les champs de bataille noyés par la fumée issue de la combustion de la poudre noire (notion de tenue fonctionnelle).
Les guerres coloniales du XIXe siècle et surtout la Première Guerre mondiale, en Europe, ont montré la nécessité pour les combattants au sol de se camoufler pour pouvoir échapper au regard de l'ennemi et au feu mortel de l'artillerie. De là sont nés les premiers uniformes de combat aux couleurs proches de celles de la nature environnante, les premiers casques peints avec des motifs de couleurs différentes (dans l'armée allemande), et même des postes d'observation qui se fondent dans le paysage (fausses souches d'arbres par exemple). Au long du XXe siècle, l'ensemble des armées du monde a fait évoluer le camouflage des tenues.

#### Couleur unie
Les premières avancées en matière de camouflage ont été dans le domaine de la couleur des uniformes. L'idée étant de se rapprocher le plus possible de la couleur du milieu, le kaki s'est vite imposé. Il aura cependant fallu attendre la Première Guerre mondiale pour voir généraliser cette idée de camouflage avec l'apparition des tenues de couleurs neutres (tons de gris, brun, kaki ainsi que le célèbre bleu horizon des poilus français).

#### Les «treillis»
Des « taches » de différentes couleurs sont ensuite apparues. D'abord utilisées dans les troupes de la Waffen SS, sous l'impulsion de leurs généraux Paul Hausser et Félix Steiner, elles se sont progressivement imposées aux autres armées. De couleur verte, kaki, marron et noire, elles forment en France la tenue « Centre Europe ». Selon les pays, les taches sont grandes (France) ou petites (Belgique) et de couleurs plus ou moins proches.

#### La version «sable»

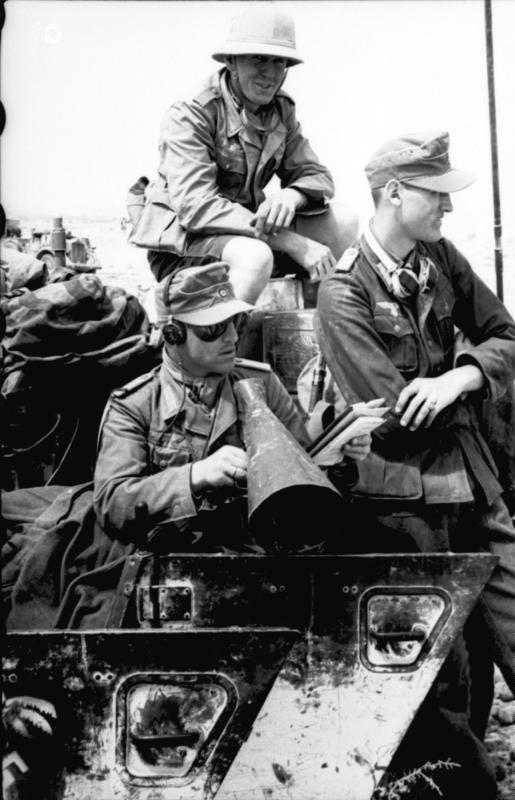
Soldats de l'Afrika Korps en Afrique du Nord (mars 1941).
Malgré l'absence de couleurs, on remarque la variété des teintes et des tenues. Le soldat du haut porte une tenue typique : casque colonial, saharienne et short, le tout vraisemblablement de couleur sable. Le véhicule porte en bas à gauche l'insigne de l'Afrika Korps : une croix gammée surmontée d'un palmier.

Les premiers uniformes de couleur sable ont équipé les troupes coloniales britanniques, mais leur usage ne se limitait alors pas aux seuls milieux désertiques. Au début du conflit dans le Pacifique pendant la Seconde Guerre mondiale, les troupes qui défendirent la Malaisie et Singapour contre l'invasion japonaise en étaient par exemple dotées.
L'Afrika Korps allemand commandé par le feld-maréchal Erwin Rommel est la première unité à avoir utilisé un uniforme conçu spécialement pour le combat en milieu désertique avec un effort porté sur la couleur. À partir de fin 1941, les troupes de cette unité blindée ont commencé à être dotées de tenues de couleur sable, couleur qui deviendra progressivement dominante dans leur équipement en 1942, même si la variété des fournisseurs, le maintien en circulation pendant un certain temps des vieux effets ou le degré d'usure des vêtements ont pu faire varier leur teinte du brun ou olive au beige ou crème. Leur paquetage comprenait en sus des lunettes de combat anti-sable. Les véhicules qui équipaient l'Afrika Korps étaient également peints en couleur sable. Ceci explique le surnom de « Renard du désert » dont Rommel fut affublé tant par ses compatriotes que par ses adversaires. Pour concevoir certains des uniformes équipant les soldats de l'Afrika Korps, les Allemands ont pris modèle sur les tenues coloniales britanniques sus-citées. Ainsi, certains soldats étaient dotés de chemises à manches courtes et de shorts ou bermudas (les Britanniques portaient des bermudas), tandis que d'autres ont été dotés d'une version « tropicale » de l'uniforme caractérisée notamment par l'usage du casque colonial.
La Guerre du Golfe en 1990 pointe du doigt le besoin pour l'ensemble des armées occidentales de s'adapter au combat en milieu désertique. Lors de ce conflit, l'armée américaine a donc été la première à doter ses militaires de treillis de couleur sable, incluant les chaussures, ainsi que diverses modifications pour les milieux désertiques (amplitude, lunettes de combat anti-sable, etc.).
Actuellement, peu d'armées ont les moyens financiers de s'offrir une double dotation sable - centre-Europe.
Contrairement à une idée répandue, le conflit en Afghanistan ne se déroule pas dans les déserts mais, le plus souvent, dans les vallées verdoyantes du pays, ce qui explique le choix pour beaucoup de garder les uniformes kaki.

#### La version «neige»

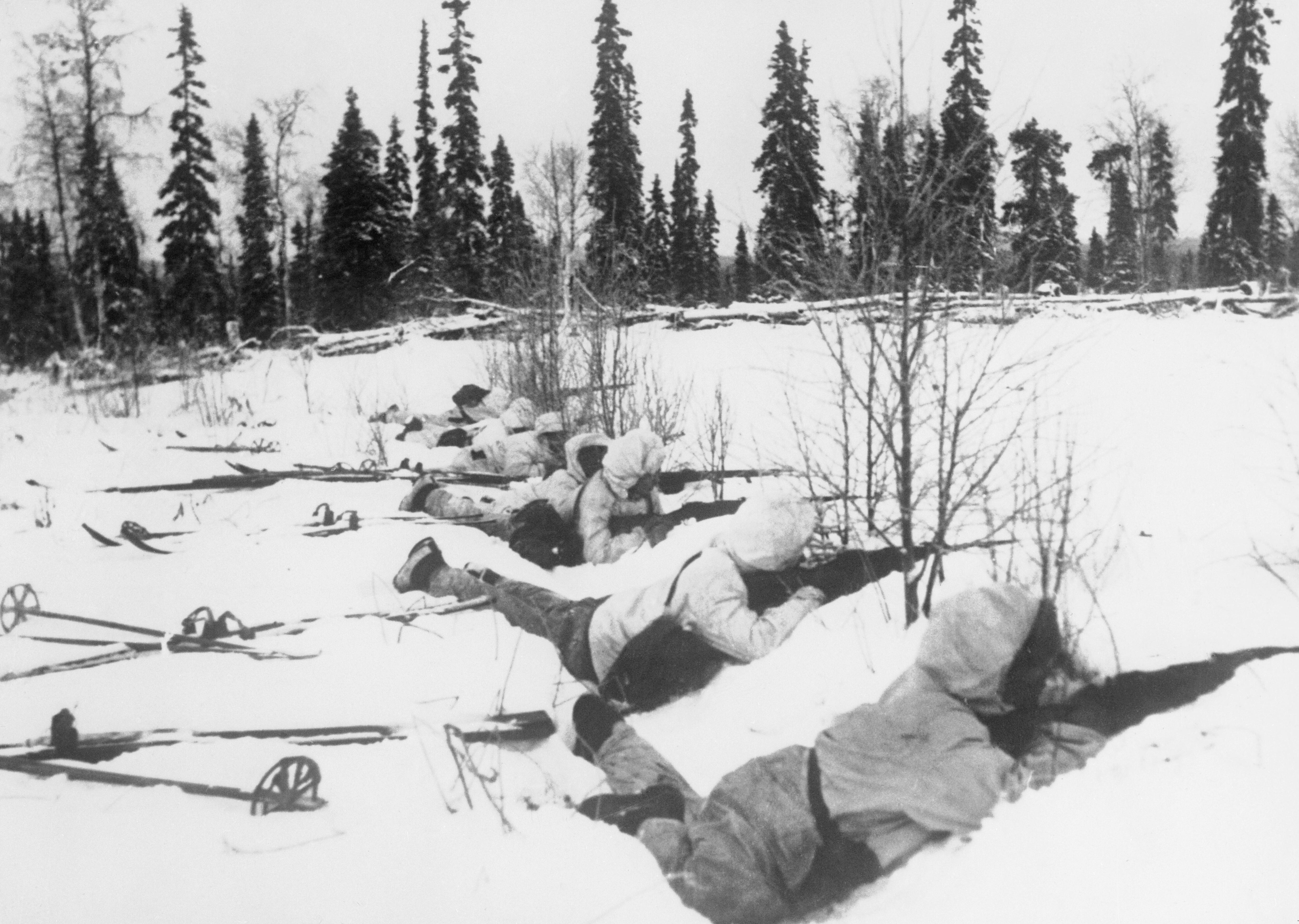
Soldats finlandais pendant la guerre d'Hiver (1939-1940).

Les premiers uniformes blancs ont équipé les troupes finlandaises pendant la guerre d'Hiver qui s'est déroulée entre novembre 1939 et mars 1940. Il s'agissait alors de vestes à capuche et pantalons blancs que l'on revêtait sur les tenues chaudes équipant les soldats. Les chasseurs à skis en particulier en étaient dotés lorsqu'ils faisaient des raids éclair contre les troupes soviétiques, qui ont surnommé ces unités « la mort blanche ». En effet, leurs attaques faisaient des ravages chez les Soviétiques, contribuant à la démoralisation de leurs troupes. Bien que très largement supérieures en nombre, ces dernières ont dû faire face à cet ennemi invisible qui frappait par surprise et connaissait très bien le terrain, dans le cadre d'un conflit qui s'apparentait par moments côtés finlandais à une guerre de partisans ou de guérilla, même si elle fut menée par des troupes régulières.
Par la suite, tant les Soviétiques que les Allemands ont fini par adopter ces tenues lors des combats hivernaux qui se sont déroulés sur le front de l'Est à partir de 1941. Des deux côtés, des chars repeints en blanc ont également été utilisés.
Côté allemand et finlandais, les tenues « neige » comprenaient en sus un couvre-casque en toile blanche. Parfois c'était le casque lui-même qui était purement et simplement repeint en blanc. Les troupes allemandes ont aussi rapidement été dotées de bottes et de chaussures munies de semelles exclusivement en caoutchouc. En effet, nombre de soldats confrontés aux rigueurs de l'hiver russe se sont retrouvés les pieds gelés à cause des chaussures et bottes cloutées alors en service dans la Wehrmacht. Il faut dire qu'en juin 1941, quand l'opération Barbarossa est lancée, que l'état-major prévoit une guerre-éclair (Blitzkrieg) contre l'Union soviétique, personne n'a donc prévu alors d'équiper les combattants pour l'hiver. Le conflit se prolongeant, les uniformes se complexifiant et les techniques de camouflage se développant, les Allemands ont fini par concevoir une veste de combat d'hiver réversible, avec d'un côté le camouflage « neige » et de l'autre un camouflage composé de tons verts, marron et Feldgrau.
Si le camouflage hivernal a été massivement utilisé pendant le siège de Leningrad, en revanche, contrairement à une idée répandue, la bataille de Stalingrad, ville située beaucoup plus au sud, s'est déroulée sur un terrain bien plus souvent boueux que neigeux.
En France, une tenue blanche fait aujourd'hui partie de la dotation officielle des unités de chasseurs alpins.

### Parade

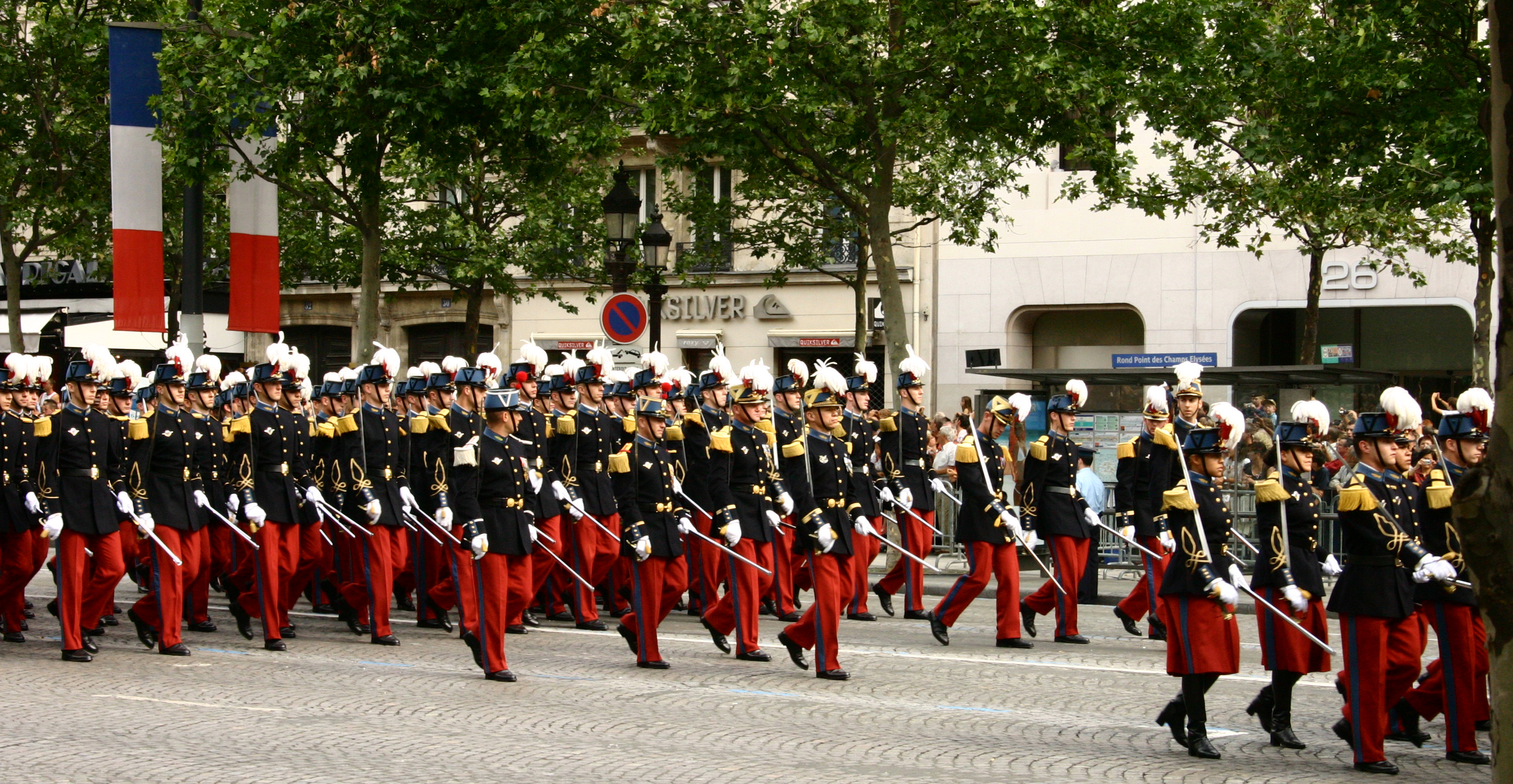
Élèves de l'École d'officiers de Saint-Cyr à la parade, 14 juillet 2007. La coupe et les coloris sont similaires à ceux des uniformes de grande tenue des officiers français à la fin du XIXe siècle.

Destinés à être montrés, les uniformes de parade se veulent le reflet de la puissance et de la tradition d'une armée. Dès lors, les coiffes, décorations, larges épaulettes, couleurs vives sont de sortie. Les éléments traditionnels, rappels de l'histoire des unités et du pays, sont de mise : tablier des légionnaires en France, turbans en Inde, etc.
À la parade, certaines unités affichent des uniformes de grande tenue très similaires à ce qui se faisait déjà en la matière à la fin du XIXe siècle et dans la première moitié du XXe siècle.

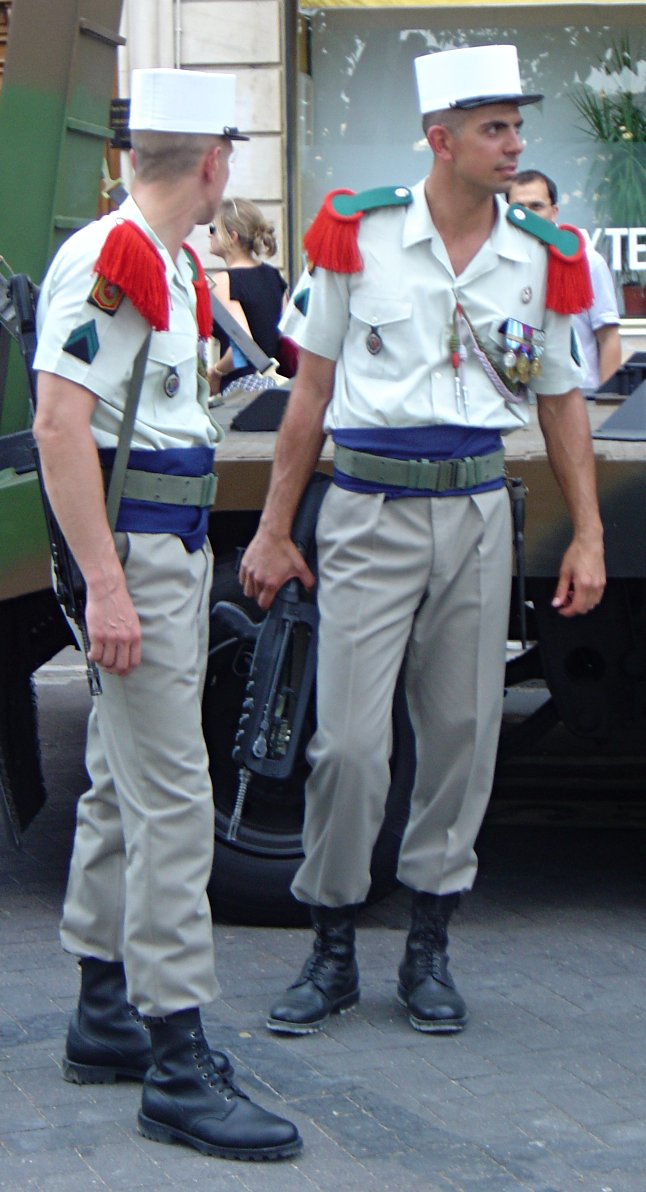
Soldats de la Légion étrangère en uniforme de parade. Épaulettes rouges à parement vert, ceinture bleue et képi blanc distinctif.
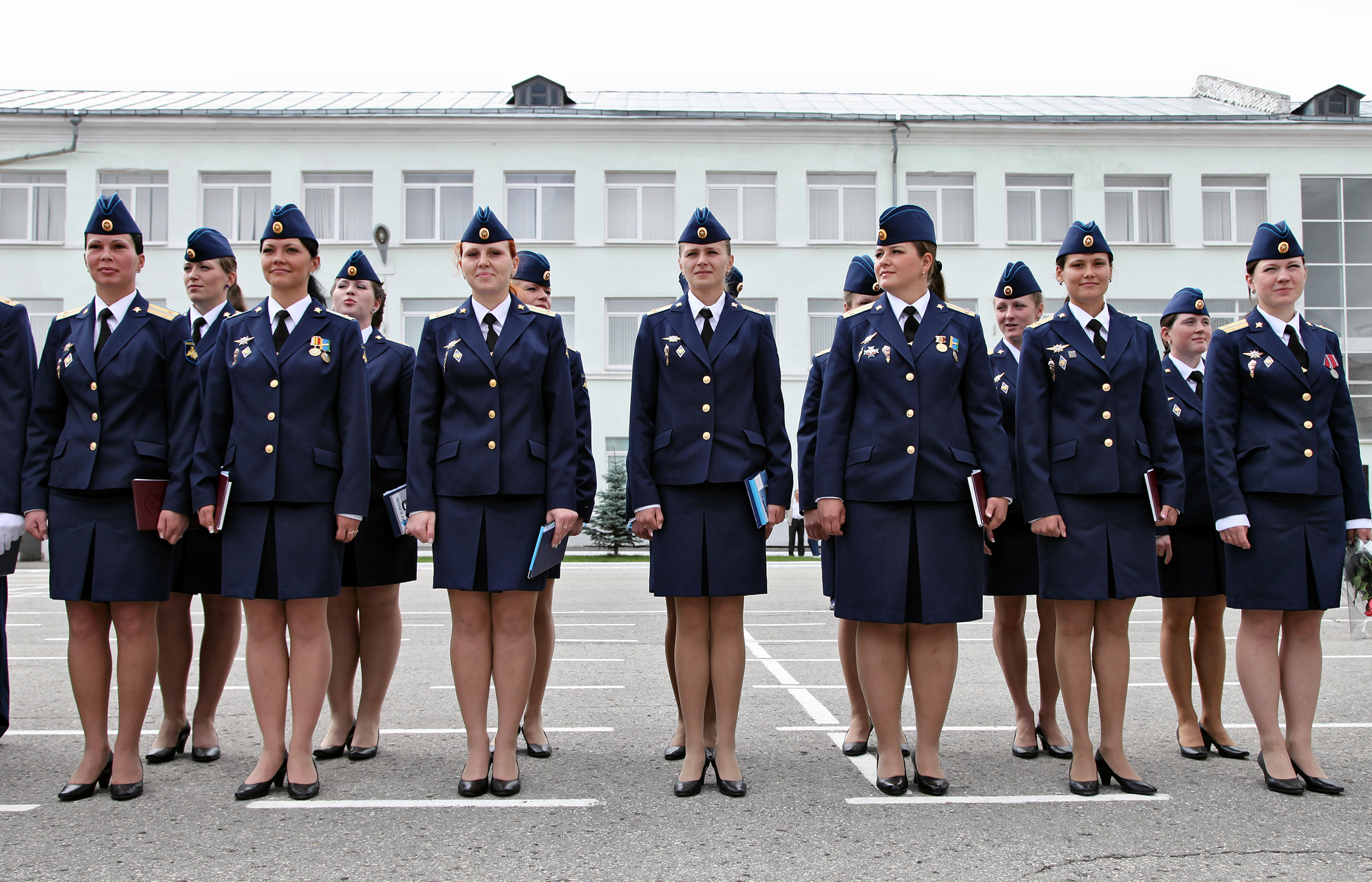
Femmes soldats des forces armées russes aéroportées dans leur uniforme de parade.
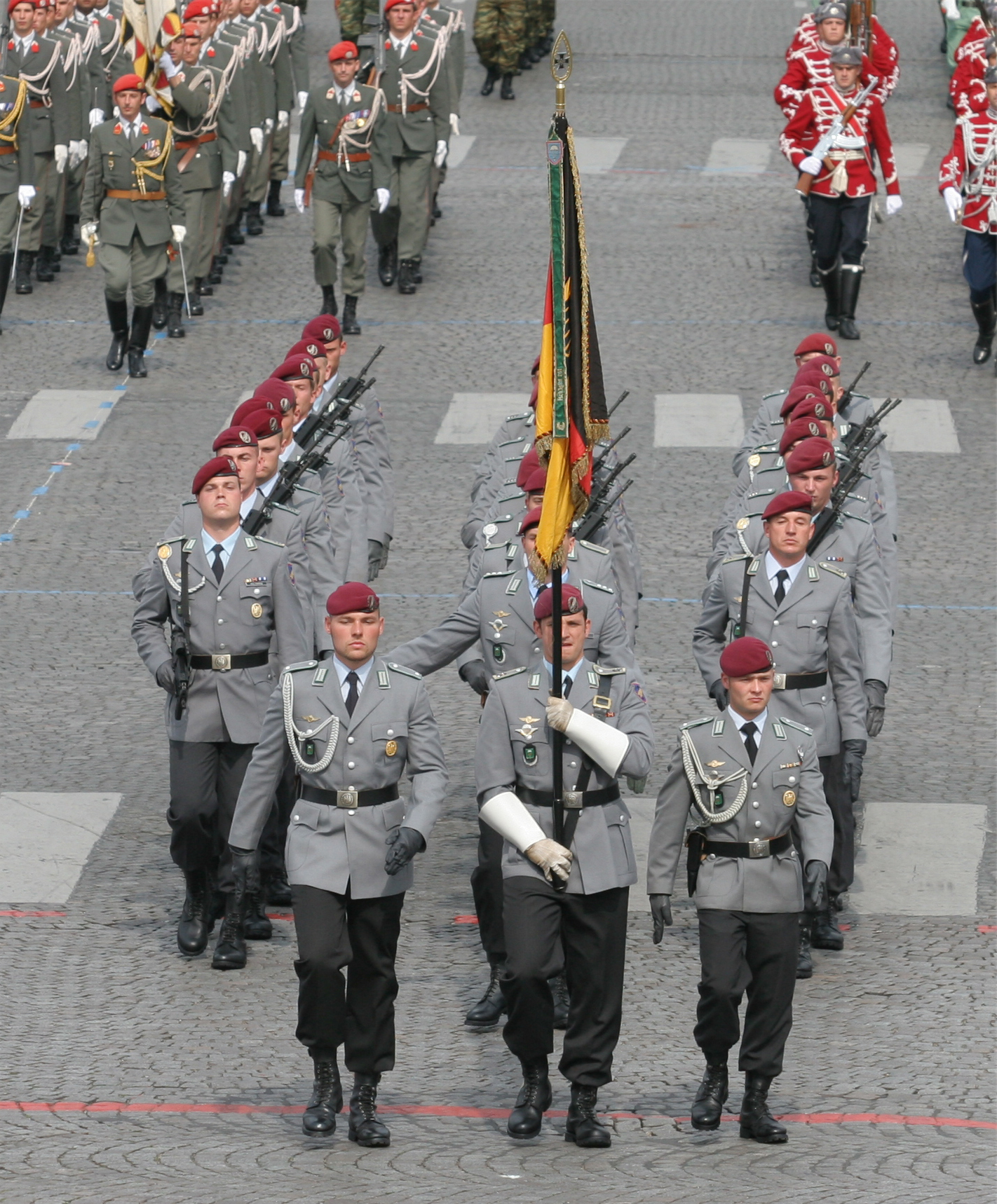
Soldats de la 26e brigade aéroportée allemande (Fallschirmjäger) en uniforme de parade.

### Logistique
L'uniformité de l'équipement, armement et tenue, simplifie la tâche des fournisseurs et des services de l'intendance.

### Guerre psychologique

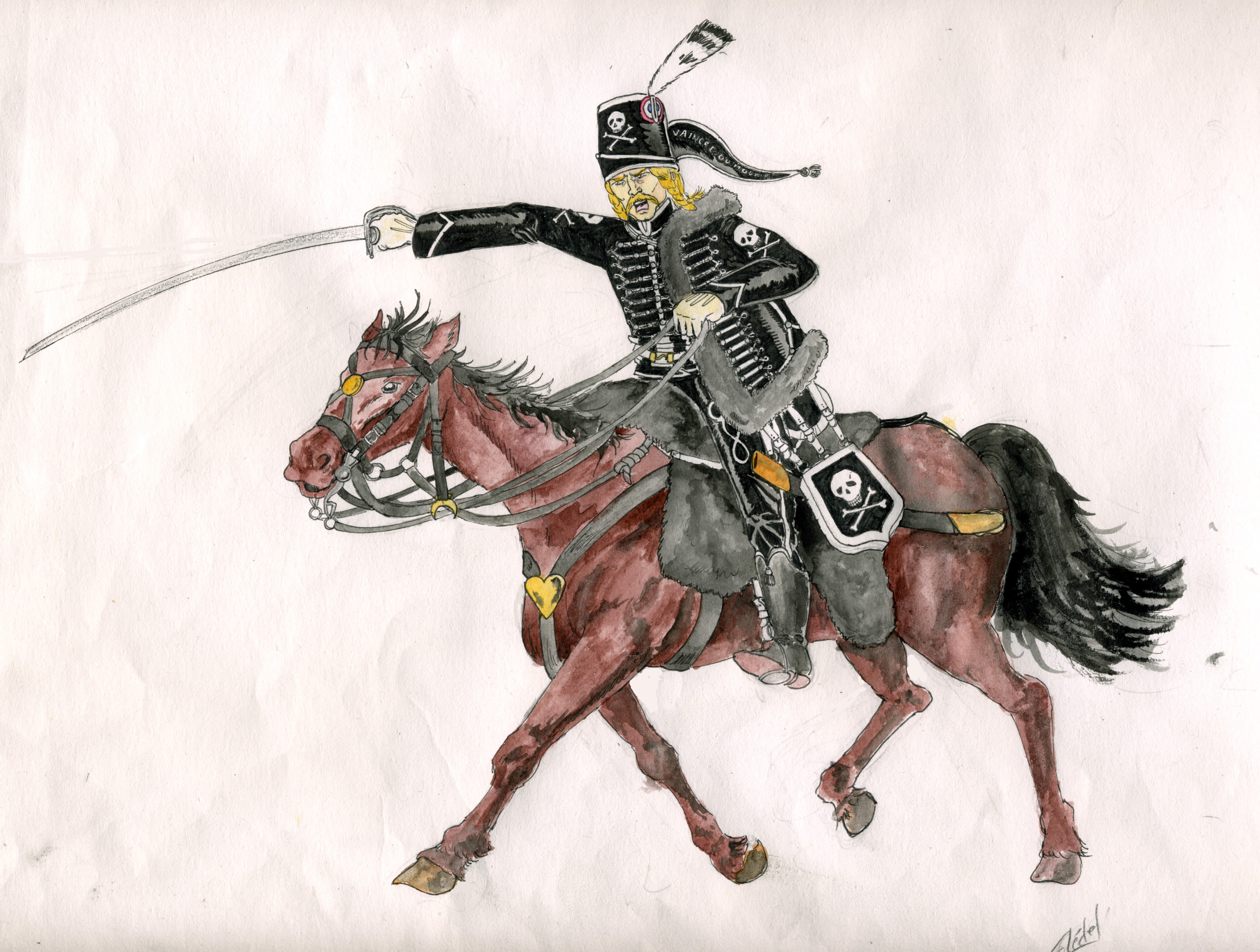
Un Hussard de la mort français (1793).

Les armées d'antan cherchaient à effrayer leurs ennemis par leur seule apparence. Ainsi les guerriers celtes combattaient-ils nus, le corps recouvert de tatouages aux couleurs et motifs agressifs, les cheveux et la barbe hirsutes et peints, gesticulant et hurlant, cherchant par un tel accoutrement irrationnel à déclencher un mouvement de panique chez l'adversaire. Il en allait de même des masques hideux, grimaçants et grotesques qu'arboraient au combat les samouraïs japonais des époques de Kamakura, Muromachi et Momoyama (1185-1603).
Plus près de nous, au début du XVIIIe siècle, plusieurs armées européennes, dont les Russes et les Britanniques, dotèrent leurs grenadiers de hautes mitres qui avaient pour premier effet de les faire paraître plus grands qu'ils n'étaient en réalité ; et le roi de Prusse, Frédéric-Guillaume Ier, alla jusqu'à se constituer une garde royale, les Géants de Potsdam, uniquement composée de quasi-géants, certains mesurant pas loin de deux mètres, qu'il paya à prix d'or et dota de couvre-chefs démesurés.
Ce sont d'ailleurs les Prussiens qui, dès 1740, sous l'impulsion du général von Ziethen, organisèrent les premiers régiments de Totenkopf Hussaren, unités de hussards à la tenue noire arborant une tête de mort (Totenkopf) sur leur coiffure et la flamme de leur lance ; insigne macabre qui devait paradoxalement trouver une célébrité certaine au cours des guerres des deux siècles suivants. La Totenkopf des hussards prussiens, en plus d'orner les uniformes des unités de chars qui sont les héritières des hussards, doit sa célébrité au fait d'avoir été choisie comme symbole de la SS (casquette) et, plus spécifiquement (patte droite du col) des unités SS chargées de garder les camps de concentration, qui forment à partir de 1943 la 3e SS Panzerdivision « Totenkopf » de sinistre mémoire.